# Amt Münstermaifeld
Das Amt Münster(maifeld) war ein vom 14. Jahrhundert bis zum Ende des 18. Jahrhunderts bestehender Verwaltungs- und Gerichtsbezirk im Kurfürstentum Trier. Es war im 18. Jahrhundert dem Oberamt Münstermaifeld nachgeordnet.

## Geschichte
Erzbischof Johann VI. (1556–1567) ordnete am 26. November 1556 mit Zustimmung der Landstände in Koblenz eine vierjährige Landsteuer an. Je 1000 Gulden Vermögen betrug die Steuer 3,5 Gulden. Am 20. Juli 1563 forderte er Berichte aller Ämter an, die über die Orte und die dortigen Steuerzahler Auskunft geben sollte. Im Amt Münstermaifeld gab es danach Feuerstellen in folgenden Orten:
| Ortschaft      | Zahl Feuerstellen |
| -------------- | ----------------- |
| Dieblich       | 52                |
| Gondorf        | 20                |
| Niederfell     | 33                |
| Moselkern      | 51                |
| Lehmen         | 33                |
| Löf            | 33                |
| Hatzenport     | 56                |
| Müden          | 75                |
| Karden         | 40                |
| Lonnig         | 14                |
| Münstermaifeld | ca. 70            |
| Rüber          | 26                |
| Küttig         | 21                |
| Lasserg        | 15                |
| Keldung        | 15                |
| Kalt           | 15                |
| Gierschnach    | 16                |
| Metternich     | 21                |
| Naunheim       | 35                |
| Pillig         | 47                |
| Moselsürch     | 15                |
| Kollig         | 17                |
| Kerben         | ca. 10            |
| Dreckenach     | 15                |
| März           | 10                |
| Einig          | 9                 |
| Gering         | 13                |
| Möntenich      | 15                |
| Ochtendung     | ca. 75            |
| Gappenach      | 22                |
| Mertloch       | 0                 |

In einer Amtsbeschreibung aus dem 1785 werden Lonnig und Ochtendung als Teil des Amtes Kobern beschrieben. Nörtershausen, Sevenig und der Hof Kalsch in Münstermaifeld werden neu als Teile des Amte Münstermaifeld genannt.
Mit der Einnahme des Linken Rheinufers durch die französischen Revolutionstruppen wurde das Amt nach 1794 aufgelöst. In der Franzosenzeit gehörte das Gebiet zum Kanton Münstermaifeld.

## Kurfürstlicher Hof
Der Sitz des Oberamtmanns war der Kurfürstliche Hof in der heutigen Untertorstraße 10/12. Der Krüppelwalmdachbau aus Bruchstein ist bezeichnet 1651, die dazugehörigen Scheunen mit 1787. Der Hof steht unter Denkmalschutz.
Koordinaten: 50° 14′ 50,8″ N, 7° 21′ 39,9″ O